# Сантана Алвес, Рожерио
Рожерио Сантана Алвес (порт. Rogério Santana Alves; 20 сентября 1973, Симан-Диас, Бразилия), более известный как просто Рожерио — бразильский футболист, игрок в мини-футбол, выступал на позиции вратаря. Чемпион мира 2008 года в составе сборной Бразилии.

## Биография
Начал спортивную карьеру в 15 лет в родном штате Сержипи. В 1991 году играл за «Банеспу», после чего вернулся в Сержипи. С 1994 по 1997 год играл за «Санта-Круз». В 1998 году бразилец стал игроком «Атлетико Минейро». В составе этого клуба он стал чемпионом Бразилии и обладателем Межконтинентального кубка. Не меньшие успехи ожидали его и в «Ульбре». С ней он также выиграл Межконтинентальный кубок, а чемпионом Бразилии становился дважды.
После «Ульбры» Рожерио играл в «Жоинвиле» и «Кортиане», а в 2010 году, будучи приглашённым соотечественником Кака, перебрался в азербайджанский клуб «Нефтчи». Однако в следующем году он вернулся в Бразилию, став игроком «Покера».
В составе сборной Бразилии по мини-футболу Рожерио стал серебряным призёром чемпионата мира 2000 года. А восемь лет спустя он стал с ней и чемпионом мира. Правда на победном мундиале он был всего лишь третьим вратарём бразильцев и отметился игрой лишь в матче против сборной Кубы.
Завершил спортивную карьеру в ноябре 2018 года. В последние годы выступал на родине — в штате Сержипи, где пять раз выигрывал Кубок штата.

## Достижения
- Чемпион мира по мини-футболу 2008
- Серебряный призёр чемпионата мира по мини-футболу 2000
- Обладатель Межконтинентального кубка (2): 1998, 2001
- Чемпион Бразилии по мини-футболу (3): 1999, 2002, 2003